# Hvidøre Batteri
Hvidøre Batteri blev opført i 1892 som et selvstændigt kystbatteri lidt syd for Klampenborg tæt ved Hvidørepynten. Det indgik i Københavns Søbefæstning. Kaptajn Edvard Rambusch stod for opførelsen efter retningslinjer fra oberstløjtnant E.J. Sommerfeldt, der var fæstningens arkitekt.
Det blev nedlagt i 1922. Det skulle hindre, at en evt. fjende sejlede ind til kysten syd for Christiansholmslinien og skød ind i ryggen på Nordfronten. 
Det ligger i dag for enden af Rosavej og er udstykket og bebygget med villaer. Ammunitionsmagasinet er bevaret og over indgangen ses tydeligt "HVIDØRE". 
En kuriositet er, at ejerne af villaerne har ladet opstille kanoner, efter sigende af belgisk herkomst, ved indgangen til "fortet".

## Ekstern henvisning
- Nordfronten i Gentofte Kommune Arkiveret 28. april 2013 hos  Wayback Machine

55°46′3.9″N 12°35′37.0″Ø / 55.767750°N 12.593611°Ø